# Saint-Tricat
Saint-Tricat é uma comuna francesa na região administrativa de Altos da França, no departamento de Pas-de-Calais. Estende-se por uma área de 7,35 km². Em 2010 a comuna tinha 771 habitantes (densidade: 104,9 hab./km²).